# Gregorio Pérez Companc
Gregorio Pérez Companc (Buenos Aires, 23 de agosto de 1934 – Buenos Aires, 14 de junho de 2024), também conhecido por Don Gregorio ou Goyo, foi a pessoa mais rica da Argentina, com fortuna estimada (em 2006) em 1,7 bilhões(pt-BR) ou mil milhões(pt-PT?) de dólares.

## Antecedentes
Ele nasceu Jorge Gregorio Bazán em Buenos Aires em 23 de agosto de 1934. Ele foi adotado em 1945 por Margarita Companc de Pérez Acuña, uma socialite local, e matriculou-se na escola preparatória do colégio La Salle, embora tenha saído antes de se formar. Casou-se com María del Carmen "Munchi" Sundblad Beccar Varela, uma herdeira, em 1964, e em 1968, foi nomeado diretor do Banco Río de La Plata (na época dos maiores bancos privados do país), após sua compra por sua família. Ele construiu grande parte de sua fortuna, no entanto, como chefe da Petrolera Pérez Companc, um conglomerado familiar de petróleo e gás que foi estabelecido pelo pai adotivo de Gregorio em 1946.
Pérez Companc comprou uma participação de controle no Banco Río de la Plata de seus irmãos em 1993, e venderia suas ações para o gigante bancário espanhol Banco Santander em 1997. Entre 1990 e 1994, a empresa expandiu suas atividades nacionais no negócio de petróleo e em uma série de outras indústrias através da participação no programa de privatização do país iniciado pelo presidente Carlos Menem. Em 1996, a Pérez Companc S.A. tinha vendas consolidadas de US$ 1,41 bilhão. A família fortaleceu sua mão em 1998 ao formar uma nova holding pública, a PC Holdings S.A., e, mais tarde naquele ano, adquiriu uma participação de 68% na gigante local de alimentos Molinos Río de la Plata da tradicional casa de agronegócio, Bunge y Born, por US$ 380 milhões. A Molinos Río de la Plata, que vende massas Luchetti, óleos Cocinero e erva-mate Nobleza Gaucha (entre inúmeras marcas), é uma das principais empresas de alimentos processados da Argentina, faturando cerca de US$ 850 milhões em 2009.

### Transição para o século 21
Em 1999, os acionistas da Pérez Companc S.A. trocaram suas ações com direito a voto por ações sem direito a voto (ações Classe B) da PC Holdings S.A.: isso gerou certa preocupação de analistas financeiros e políticos, uma vez que, em tal operação, os acionistas controladores teriam ações com voto múltiplo para garantir seu controle de voto contínuo. No entanto, a Comissão Nacional de Valores aprovou a troca, permitindo assim que a família Pérez Companc detivesse 58% da empresa com 80% de controle votante.  A grande depressão argentina de 1998-2002 produziu inúmeros problemas para o setor de energia do país, e as receitas de 1999 da Petrolera Pérez Companc caíram 3%, para US$ 1,27 bilhão. A família também vendeu sua participação de 19% no Banco Río de la Plata em 1999. Em um ano em que a economia argentina foi abalada pela pior turbulência econômica em mais de um século, Pérez Companc continuou a supervisionar o crescimento dos negócios da família: o valor do portfólio consolidado de energia, processamento de alimentos e serviços financeiros do grupo cresceu 20% durante 2001.
 

Ele deu um grande golpe em outubro de 2002, quando anunciou a venda da participação de 60% da família na Petrolera Pérez Companc para a Petroleo Brasileiro S.A. (Petrobras) por US$ 1 bilhão em dinheiro e títulos.